# Рибарци (община Новаци)
Вижте пояснителната страница за други значения на Рибарци.
Рибарци (на македонска литературна норма: Рибарци) е село в южната част на Северна Македония, община Новаци.

## География
Селото е разположено в източната част на Пелагонийското поле, източно от град Битоля.

## История
В XIX век Рибарци е изцяло българско село в Битолска кааза на Османската империя. Църквата в селото „Свети Георги“ е изградена в 1862 година. Според статистиката на Васил Кънчов („Македония. Етнография и статистика“) от 1900 година Рибарци има 210 жители, всички българи християни.
На Етнографската карта на Битолския вилает на Картографския институт в София от 1901 година Рибарци е чисто българско село в Битолската каза на Битолския санджак с 25 къщи.
В началото на XX век християнското население на селото е под върховенството на Българската екзархия. По данни на секретаря на екзархията Димитър Мишев („La Macédoine et sa Population Chrétienne“) в 1905 година в Рибарци има 160 българи екзархисти и работи българско училище.
На 5 юли 1908 година гръцката андартска чета на Петър Христов извършва жестоко клане над мирното българско население. В резултат на безразборното клане са убити 25 селяни, между които четири жени и три деца, а четирима души са ранени.
Според преброяването от 2002 година селото има 130 жители, всички северномакедонци.
| Националност     | Всичко |
| северномакедонци | 130    |
| албанци          | 0      |
| турци            | 0      |
| роми             | 0      |
| власи            | 0      |
| сърби            | 0      |
| бошняци          | 0      |
| други            | 0      |